# Festus z Valencie
Svatý Festus z Valencie či Sextus byl španělský kněz a biskup města Valencie.
Žil v 5. století. Když jeho město napadli barbaři, jejich vůdce Chrocus nutil křesťany aby se vzdali své víry, ti však odmítli a byli se svatým Festem zabiti.
Jeho svátek se slaví 31. prosince.